# Balrampur (distrikt)
Balrampur (hindi: बलरामपुर जिला) er et distrikt i den indiske delstat Uttar Pradesh. Distriktets hovedstad er Balrampur.

## Demografi
Ved folketællingen i 2011 var der 2.149.066 indbyggere i distriktet, mod 1.682.350 i 2001. Den urbane befolkning udgør 7,74 % af befolkningen.
Børn i alderen 0 til 6 år udgjorde 17,93 % i 2011 mod 20,18 % i 2001. Antallet af piger i den alder per tusinde drenge er 961 i 2011.